# Lluís Guilera
Lluís Guilera Ximenis (Barcelona, 22 de enero de 1977) es un periodista y presentador de televisión español.

## Trayectoria
Sus inicios profesionales se remontan desde septiembre de 1996 a junio de 2000 en Radio Sant Cugat en San Cugat del Vallés (Barcelona) donde era locutor y redactor de programas matinales de la emisora con componente de entretenimiento e informativo. Al principio, también fue redactor del departamento de deportes, mientras estudiaba Periodismo en la Universidad Autónoma de Barcelona y en el RACC, donde daba la información del tráfico. 
Posteriormente, desde abril de 1999 a junio de 2005, en Esplugas de Llobregat (Barcelona) trabaja como redactor y presentador de los informativos de Canal Méteo (Digital+) centrados en meteorología, medio ambiente y astronomía. También fue director de varios programas especiales. Al mismo tiempo, trabajó en el canal K3 en Sant Joan Despí (Barcelona) entre noviembre de 2003 y junio de 2004 como copresentador y guionista del programa infantil-juvenil Cinc minuts més ('Cinco minutos más'), de emisión diaria (primero de 7h15 a 7h45 y luego, debido a los buenos resultados de audiencia, de 13h30 a 14h30).
En julio de 2005 se incorpora a RTVE, siendo desde esa fecha y hasta agosto de 2008 presentador del Canal 24 horas de TVE en Torrespaña (Madrid). 
En septiembre de 2008 se incorpora a la presentación del espacio La noche en 24 horas en Torrespaña (Madrid), junto a Vicente Vallés (09/2008-07/2011) y Xabier Fortes (09/2011-07/2012), ejerciendo en esta etapa como editor adjunto a José Luis Regalado y también como editor de los informativos de madrugada y en una segunda etapa con Ana Ibáñez (09/2012-07/2013) y Sergio Martín (09/2013-07/2014) como editor y también como editor de los informativos de madrugada, permaneciendo en el programa seis años. 
Entre septiembre de 2014 y mayo de 2020 trabaja en los Telediarios Fin de semana de La 1 de TVE, en Torrespaña (Madrid). Entre agosto de 2014 a septiembre de 2016 es editor adjunto de dichos informativos, primero con Ana Marta Ersoch hasta noviembre de 2014 y después con Pedro Carreño desde noviembre de 2014.  Después, entre septiembre de 2016 y agosto de 2018 es editor adjunto del bloque de deportes de los Telediarios Fin de semana con Arsenio Cañada. Entre agosto de 2018 y febrero de 2019 es de nuevo editor adjunto de los Telediarios Fin de semana y presentador suplente. En febrero de 2019 es nombrado editor, continuando como presentador suplente. Desde el 17 de agosto de 2019 y hasta el 31 de mayo de 2020 sustituye definitivamente a Oriol Nolis en las funciones de presentador, simultáneando está función con la de editor. Lara Siscar le acompaña en las labores de presentación desde el 14 de septiembre de 2019.
Entre el 26 de septiembre y el 13 de octubre de 2020 dirige y presenta en La 1 de TVE, el programa de debate y actualidad La pr1mera pregunta, desde el centro de producción de RTVE Cataluña. En noviembre de 2020 se incorpora como editor al equipo de La hora de La 1 —en Prado del Rey en Pozuelo de Alarcón (Madrid)—, el magacine matinal de La 1 con Mònica López, programa que pasa a codirigir entre enero y agosto de 2021.
Desde septiembre de 2021 es presentador de Diario 24h del Canal 24 horas. Esta labor la simultánea con la copresentación de La hora de La 1 durante los meses de julio y agosto de 2022.
Desde  el 28 de julio de 2025 es presentador del telediario 2 hasta septiembre de 2025

## Vida privada
Está casado con el repostero Juan Pablo Martín y son padres de dos niños nacidos en 2015 por gestación subrogada.